# Micrutalis malleifera
Micrutalis malleifera  (лат.) — вид равнокрылых насекомых рода Micrutalis из семейства горбаток (Membracidae). Северная Америка: Мексика. Длина самцов и самок около 3 мм. Окраска тела в основном чёрная с желтыми отметинами. Голова жёлтая, но в основании чёрная. Пронотмум чёрный, с двумя желтыми боковыми пятнами у вершины. Голова и пронотум гладкие и блестящие. Пронотум простой (без боковых и спинных выступов и шипов); задний выступ покрывает передние крылья вплоть до апикальных ячеек. Жилка R 2+3 в передних крыльях представлена только как маргинальная жилка; в задних крыльях жилка R 2+3 редуцирована или отсутствует; развита поперечная жилка r-m. Эдеагус простой, субцилиндрической формы; микрозубчатый дорзоапикально, с угловатым выступом в базальной части